# Родигін Валерій Миколайович
Валерій Миколайович Родигін (нар. 29 серпня 1949, станція Кізнер Кізнерського району, тепер Удмуртія, Російська Федерація) — український діяч, 1-й секретар Амвросіївського райкому КПУ, представник Президента України у Амвросіївському районі Донецької області. Народний депутат України 1-го скликання (у 1990—1992 роках).

## Біографія
Народився у родині робітників.
Закінчив Мічурінський плодоовочевий інститут, вчений агроном.
Працював агрономом відділення радгоспу, заступником голови колгоспу.
Член КПРС до 1991 року.
Потім — на партійній роботі в Донецькій області: завідувач організаційного відділу Старобешівського районного комітету КПУ; слухач Вищої партійної школи при ЦК КПУ; 2-й секретар Старобешівського районного комітету КПУ; інспектор Донецького обласного комітету КПУ.
До 1991 року — 1-й секретар Амвросіївського районного комітету КПУ Донецької області.
У 1990—1992 роках — голова Амвросіївської районної ради народних депутатів, голова виконавчого комітету Амвросіївської районної ради народних депутатів Донецької області.
18.03.1990 року обраний народним депутатом України, 2-й тур, 49,67 % голосів, 4 претендентів. Член Комісії ВР України з питань економічної реформи і управління народним господарством. Склав повноваження 18.06.1992 року у зв'язку з призначенням Представником Президента України.
У 1992—1994 роках — представник Президента України у Амвросіївському районі Донецької області.
З 1994 року — пенсіонер у зв'язку з інвалідністю.